# Таблицы Бейнона
Таблицы Бейнона (таблицы масс и изотопных соотношений интенсивностей) — были составлены Дж. Бейноном в 1960-х годах  для помощи в расшифровке масс-спектров. Представляют собой таблицы, показывающие соотношение изотопных пиков M+1 и М+2 к пику молекулярного иона М для различных брутто-формул. Первоначально были составлены для молекул, содержащих углерод, азот, кислород, водород. Позже появились таблицы для молекул с галогенами, кремнием, бором, серой, фосфором. С появлением современных методов съёмки и анализа потеряли свою актуальность.
Первые таблицы Бейнона основаны на О = 16,000000, а расширенные таблицы — на общепринятом стандарте С = 12,000000.